# 八斑土佐鮃
八斑土佐鮃為輻鰭魚綱鰈形目鰈亞目鮃科的其中一種，為深海魚類，分布於西北太平洋日本高知縣海域，棲息深度200-500公尺，棲息在底層水域，以底棲生物為食，生活習性不明。

## 扩展阅读
維基物種上的相關：八斑土佐鮃